# Творимый человек
«Творимый человек» — это монтажный эффект, подразумевающий возникновение иллюзии, что на экране зритель видит одного и того же человека, однако на самом деле перед ним монтаж кадров частей тела разных людей. Эффект был выявлен и описан советским режиссером Львом Кулешовым в книге «Искусство кино», опубликованной в 1929 году.

## Описание
Суть эксперимента, в результате которого был обнаружен данный эффект, заключалась в следующем. Для начала Кулешов отснял женщин, которые сидят перед зеркалом, подводят глаза и брови, красят губы, надевают туфли.  Затем, на стадии монтажа, отснятые куски — губы одной женщины, ноги другой, спину третьей и глаза четвертой — были склеены в определенной связи между собой. В результате при полной реальности материала на экране получилась совершенно новая, не существующая в действительности женщина.

Проведенный эксперимент позволил Кулешову утверждать, что вся сила кинематографического воздействия — в монтаже.
«Никогда вы не достигнете одним только материалом таких абсолютно небывалых, казалось бы, невероятных вещей. Это невозможно ни в каком другом зрелище, кроме кинематографа, причем достигается это не фокусом, а только организацией материала, только приведением его в тот или иной порядок».
Открытие режиссера оказало значительное влияние на развитие советской кинематографии. Обнаруженный эффект позволял буквально к телу одного актера прикрепить лицо любого другого.
«Возьмем более простой опыт: человек стоит около двери, — это снимается общим планом; затем переходим на крупный план — и крупным планом снимается уже голова другого человека; таким образом, вы можете к фигуре Наты Вачнадзе приклеить лицо А. Хохловой, при чем это опять таки будет не фокус, а монтаж, т.е. организация материала, а не технический трюк».
На подобные поиски новых путей в кино Кулешова вдохновил американский режиссер Дэвид Уорк Гриффит. В рамках одного фильма «Нетерпимость» (1916) при помощи монтажа тот объединил вместе четыре совершенно разные по времени, месту действия и персонажам истории: падение Вавилона, распятие Христа, Варфоломеевская ночь и сюжет из современной жизни. В результате из разрозненных кусков старых сюжетов Гриффит создал новую цельную историю.
Считается, что «Творимый человек» — это упоминаемый в меньшей степени, в связи с его узконаправленностью, частный случай «эффекта Кулешова». Он был выявлен в результате знаменитой серии экспериментов («Творимая земная поверхность», «Танец»), с помощью которых Кулешов осмыслил творческую мощь монтажа: а именно обнаружил, что монтаж позволяет не только добиваться тех или иных метаморфоз на экране, но и создавать целые объекты с непривычными внутренними связями. Однако для Кулешова, как для первооткрывателя иллюзии творимого объекта, важно было не отсутствие творимых объектов в реальности, а впечатление зрителя, которого это отсутствие не смущает.
Воздействие эффекта «Творимый человек» на зрителя, в результате которого тот верит в целостность показываемого на экране объекта, обусловлено спецификой кинематографа, который представляет собой время, выраженное в формах пространства. Составляя кинообъект из отдельных фрагментов, режиссер, творящий кинопространство, наделяет фразу дополнительным измерением — временем. Кинематографическое время позволяет не только собрать воедино «развалины», но и заставить их хотя бы недолго, но все-таки существовать.